# Liutprando di Cremona
Liutprando (Pavia, 920 circa – 972) è stato uno storico, vescovo e diplomatico italiano, al servizio del Sacro Romano Impero, autore di opere in lingua mediolatina.

## Biografia
Liutprando nacque da una famiglia longobarda di classe funzionariale e ricevette la sua istruzione presso la corte di re Ugo a Pavia. Rimasto orfano del padre e adottato dal secondo marito della madre (costui era stato ambasciatore di re Ugo a Costantinopoli), fu ordinato diacono ed entrò al servizio del re Berengario II, per il quale, seguendo le orme del patrigno, nel 949 andò come diplomatico a Costantinopoli alla corte dell'imperatore Costantino VII. Al suo ritorno, caduto in disgrazia presso Berengario per motivi ignoti, ottenne protezione alla corte del re dei Tedeschi Ottone I, futuro imperatore del Sacro Romano Impero, al quale offrì i suoi servigi. Liutprando, insieme a molti esuli italici accolti alla corte tedesca, si adoperò lungamente per spingere Ottone a intervenire in Italia contro Berengario II, considerato un tiranno da molti. Fu al seguito del re tedesco che Liutprando poté tornare in patria e, in occasione dell'incoronazione imperiale, divenne, a partire dal 961, vescovo di Cremona, come egli stesso racconta e come attestato dai documenti dell'epoca.
Grazie anche alla sua conoscenza, peraltro non perfetta, del greco e del tedesco, Liutprando fu al centro delle vicende politiche e diplomatiche della seconda metà del X secolo relative all'Italia, al Sacro Romano Impero e ai rapporti di quest'ultimo con l'Impero bizantino. Assistette infatti all'incoronazione di Ottone I e di Ottone II, alla deposizione dei papi Giovanni XII e Benedetto V e alla elezione di Leone VIII e Giovanni XIII, al Sinodo di Ravenna e nel 968 fu inviato ancora una volta alla corte di Costantinopoli presso l'imperatore Niceforo II Foca (del quale ci ha lasciato il ritratto eccezionalmente vivo e quasi caricaturale di un essere illetterato e abietto descritto con un disprezzo e una ferocia inauditi), per chiedere la mano della nipote Teofano per conto dell'imperatore Ottone II.

## Opere
Di Liutprando ci sono giunte quattro opere, le quali traggono spunto dagli eventi storici di cui è testimone. A parte l'Homelia Paschalis, filologicamente controversa e di tenore differente, i testi di Liutprando, più che opere storiografiche in senso stretto, sono dei vivissimi racconti quasi bozzettistici, pieni di aneddoti salaci attraverso i quali l'autore, ignorando o nella maggior parte dei casi volutamente a dispetto di ogni verità storica, mette in cattiva luce personaggi con i quali si è trovato in conflitto o dai quali ha subito qualche forma di torto.
L'esempio più evidente è nell'Antapodosis (che, per l'appunto, significa "contraccambio/resa dei conti"), suggeritagli da Recemundo, vescovo mozarabo di Elvira. L'opera, che per ampiezza di argomenti e cura stilistica è considerabile la maggiore opera di Liutprando, è una narrazione che copre diversi decenni del X secolo. Fine dell'opera è vendicarsi, seppur su un piano letterario, di chi nella vita gli ha fatto sgarbi, visto che, come lui afferma, la giustizia divina vince sempre ma i suoi tempi sono differenti rispetto alle esigenze dell'uomo. I testo pare incompiuto, perciò non si sa con certezza chi sia la persona che più di ogni altra ha "offeso" Liutprando; certo è che tutta l'opera è una difesa di Ottone I e, ancor di più, una sequela di attacchi contro Berengario II, sua moglie Willa e altri aristocratici del periodo, che Liutprando copre di ingiurie e di ridicolo.
Un'altra opera senza dubbio originale è la Relatio de legatione Constantinopolitana, in cui Liutprando, nel tentativo di spiegare il fallimento della sua missione diplomatica a Costantinopoli, copre di ridicolo l'imperatore Niceforo e l'intera corte bizantina, descrivendoli, in modo assolutamente paradossale come "barbari brutti e malvestiti".
Terzo e ultimo pamphlet è l'opera conosciuta come Historia Ottonis. L'opera in realtà non ha un vero e proprio titolo: quello citato è il più comunemente riportato nella tradizione manoscritta, mentre è ignoto il titolo che Liutprando le abbia realmente dato. Inoltre il titolo è molto sviante: l'opera fu commissionata a Liutprando da Ottone I per giustificare la deposizione di papa Giovanni XII; non è, quindi, come il titolo lascerebbe intuire, una "storia delle gesta di Ottone" e per questo motivo Paolo Chiesa, per un'edizione critica dell'opera da lui curata, ha scelto il titolo di De Iohanne papa et Ottone imperatore. Crimini, deposizione e morte di un pontefice maledetto. Lo stile è sempre il medesimo: papa Giovanni XII viene descritto come un depravato, vizioso, addirittura stupratore seriale, tanto che le nobildonne romane avrebbero avuto paura di uscire la sera per essere assalite dal papa; giustamente, quindi, Ottone I, come capo supremo della Chiesa, ha messo fine a questa ignominia, deponendolo. Anche qui, dunque, gli aspetti politici vengono messi in secondo piano, così come ogni presunzione di oggettività: ciò che conta è l'attacco, spesso violento e personale, ma sempre intriso di grandissima ironia e grandi capacità letterarie.
Queste opere, in cui Liutprando dimostra una grande padronanza della lingua latina, sono colme di citazioni e rimandi intertestuali ad autori classici anche non di comune utilizzo nel X secolo, come ad esempio Plauto, Persio, Marziale e Giovenale (dai quali gli derivano una certa misoginia e capacità di "grottesco letterario") e possiedono una vivacità descrittiva indiscussa, facendo di Liutprando forse il maggiore narratore latino del X secolo. Insieme ad autori come Raterio da Verona o Attone di Vercelli, rappresenta il più vivido esempio letterario di quella che è stata definita la Rinascita ottoniana.

### Edizioni
- Opera quae extant. Chronicon et adversaria nunc primum in lucem exeunt, P. Hieronymi de la Higuera Societatis Iesu presbyteri, D. Laurenti Ramirez de Prado notis illustrata, Antuerpiae, 1640.
- (LA) Die Werke, dritte Auflage herausgegeben von Joseph Becker, Hannover und Leipzig, Hahnsche Buchhandlung, 1915 («Monumenta Germaniae Historica. Scriptores rerum Germanicarum in usum scholarum separatim editi»).
- Tutte le opere (La restituzione; Le gesta di Ottone I; La relazione di un'ambasceria a Costantinopoli), a cura di Alessandro Cutolo, Milano, Valentino Bompiani, 1945.
- Italia e Oriente alle soglie dell'anno mille, a cura di Massimo Oldoni e Pierangelo Ariatta, Novara, Europìa, 1987 [Contiene: Antapodosis ovvero Libro della retribuzione dei re e dei principi d'Europa].
- Opera omnia, cura et studio P. Chiesa, Turnholti, Brepols, 1998, ISBN 978-2-503-04561-0 (Corpus Christianorum. Continuatio Mediaevalis, 156) [Contiene: Antapodosis, Homelia Paschalis, Historia Ottonis, Relatio de legatione Constantinopolitana].
- Antapodosis, a cura di Paolo Chiesa, con una introduzione di Girolamo Arnaldi, Milano-Roma, Mondadori - Fondazione Lorenzo Valla, 2015, ISBN 978-88-04-52190-7 (Scrittori greci e latini).
- De Iohanne papa et Ottone imperatore. Crimini, deposizione e morte di un pontefice maledetto, a cura di Paolo Chiesa, Firenze, SISMEL - Edizioni del Galluzzo - Fondazione Ezio Franceschini ONLUS, 2018, ISBN 978-88-8450-841-6 (Per verba, 33) [Comprende: Historia Ottonis].